# Mohamed Benaziza
 (juillet 2015).
Si vous disposez d'ouvrages ou d'articles de référence ou si vous connaissez des sites web de qualité traitant du thème abordé ici, merci de compléter l'article en donnant les références utiles à sa vérifiabilité et en les liant à la section « Notes et références ».
Mohammed Benaziza (en arabe : محمدبن عزيزة) (né le 25 novembre 1959 à Aïn Youcef (Wilaya de Tlemcen) en Algérie – mort le 4 octobre 1992 à Amsterdam aux Pays-Bas) est un culturiste professionnel algérien . Il a notamment participé à plusieurs reprises au prestigieux concours de Mr. Olympia.

## Biographie
Mohamed Benaziza a d'abord été joueur de football en France, sport qu'il a pratiqué tout en commençant l'entraînement de musculation. Il s'est ensuite tourné vers le culturisme et a commencé la compétition en France en amateur.
Il a remporté sa première compétition en Espagne (catégorie moins de 75 kg), puis, devenu professionnel, a rapidement amélioré ses classements (11e à Mr. Olympia 1988, 5e à Mr. Olympia 1989), jusqu'à sa première participation à la Nuit des Champions en 1990, décrochant la victoire, devant Dorian Yates (futur Mr. Olympia de 1992 à 1997). À cette occasion, il a été surnommé par Joe Weider « The Killer of Giant » (le Tueur de Géant), en référence à sa petite taille (1,58 m).
Il a encore obtenu plusieurs excellents classements, jusqu'à une nouvelle 5e place au Mr. Olympia 1992 (sur un plateau de 22 athlètes). Après quoi, il n'a pas pris de temps pour récupérer, voulant enchaîner avec une nouvelle compétition aux Pays-Bas. Il a été pris de malaise peu de temps après la compétition qu'il a d'ailleurs remporté, il est raccompagné à son hôtel par l'un des participants de la compétition, sur le chemin il vomit beaucoup et arrivé à l'hôtel il perd connaissance, les secours arrivent sur place mais ne peuvent rien faire, il est transporté à l'hôpital où il est déclaré décédé d'une déshydratation extrême. Les préparations qu'ils suivaient avaient des conséquences dramatiques sur sa santé.
Sa mort a conduit à la fin de la carrière de son ami Steve Brisbois. Benaziza était âgé de 32 ans, et a été qualifié de « météore » de la nouvelle génération de bodybuilders. Il avait prophétiquement annoncé : « Je préfère mourir jeune et connu, plutôt que vieux et méconnu. »
Dorian Yates, six fois Mr. Olympia, a déclaré que Mohamed Benaziza (qui l'a battu lors de sa première compétition internationale, la Nuit des Champions 1990) avait été son principal modèle pour ce qui est du développement et du relief de la musculature dorsale, devenu l'un des principaux points forts de l'athlète britannique. « Ça peut sembler étrange maintenant, mais quand j'ai commencé à concourir, à ma première compétition [internationale], j'ai perdu contre un gars appelé Mohamed Benaziza. Et son dos était monstrueusement massif, ressortant comme une image 3D, ça m'est resté à l'esprit, j'ai pensé, « putain, c'est ça que je dois... » J'ai mis une photo de lui sur mon frigo chez moi, une à ma salle d'entraînement, et... c'est amusant car dans la suite de ma carrière, j'ai été désigné comme le gars ayant le meilleur dos. Donc, oui, j'ai été inspiré par d'autres pour atteindre ce résultat, et j'ai travaillé [plus particulièrement] le dos pendant deux ans. »

## Palmarès[3]
1987
- IFBB Championnat du monde amateur (poids léger) : 1er

1988
- IFBB Grand Prix France : 8e
- IFBB Mr. Olympia : 11e

1989
- IFBB Grand Prix Suède : 5e
- IFBB Grand Prix Espagne : 4e
- IFBB Grand Prix Allemagne : 3e
- IFBB Grand Prix France : 4e
- IFBB Grand Prix Finlande : 3e
- IFBB Olympia : 5e
- IFBB Grand Prix Pays-Bas : 2e

1990
- IFBB Grand Prix Italie : 1er
- IFBB Grand Prix Allemagne : 1er
- IFBB Grand Prix France : 1er
- IFBB Grand Prix Finlande : 1er
- IFBB Night of The Champions : 1er
- IFBB Grand Prix Angleterre : 1er
- IFBB Grand Prix Hollande : 2e

1991
- IFBB Iron Man Pro Invitational IFBB : 9e
- IFBB Arnold Classic And Internationals : 11e

1992
- IFBB Grand Prix Italie : 1er
- IFBB Grand Prix Allemagne : 2e
- IFBB Arnold Classic And Internationals : 2e
- IFBB Pittsburgh Pro Invitational : 7e
- IFBB Mr.Olympia : 5e
- IFBB Grand Prix Angleterre : 4e
- IFBB Grand Prix Hollande : 1er